# ルドアメン
ルドアメン（Rudamun、在位：紀元前759 ‐ 755年頃）は古代エジプト第23王朝の第6代または7代目ファラオ。一説では最後のファラオとも見なされる。即位名はウセルマアトラー・セテプエンアメン

## 概要
オソルコン3世の息子で先代の王タケロト3世の兄弟だった。近年ヘルモポリスで出土した像の断片から、少なくとも父兄から受け継いだヘラクレオポリスからテーベに及ぶ上エジプトの王国の統一を維持していたことが判明している。
ルドアメンの短い治世の後、王国はヘラクレオポリスのペフチャウアバステトや、ヘルモポリスのニムロト、テーベのイニ等、より小規模な豪族の統治する国々に分裂した。そのため一部の研究者はルドアメンを23王朝の最後の王とみなしている。一方、ペフチャウアバステトはルドアメンの娘イルバステトウジャネフの夫で、王の義理の息子にあたるため、ペフチャウバステトまでを第23王朝に含める研究者もいる。また、第23王朝の本拠であるテーベを継承したイニをも同じ王朝に含める場合もある。

### 備考
一部のエジプト学者は、ワディ・ガサスから出土した落書きに記された匿名の王の治世19年目の日付がルドアメンの時代のものであると主張している。しかし最新の研究は、落書きがむしろ第25王朝時代、おそらくピアンキの治世に書かれた物である事を示している
 。 
また、この落書きをナイルの水位記録No. 3と関連付けて未知の王シェションク7世のものであるとする説もある。しかし他の多くの学者は、王の治世5年目の日付を含むこの記録をオソルコン3世の息子であるタケロト3世のものであると考えている。